# 畑山四男美
畑山 四男美（はたやま しおみ、1884年〈明治17年〉7月13日 - 1971年〈昭和46年〉8月8日）は、日本の内務官僚、政治家、弁護士。県知事、福岡市長。位階は正四位。勲等は勲三等。

## 経歴
高知県安芸郡羽根村（現室戸市羽根町）で、畑山亀喜代、岩の四男として生まれる。第四高等学校を経て、1915年（大正4年）、東京帝国大学法科大学法律学科（独法）を卒業。同年10月、文官高等試験行政科試験に合格。1916年（大正5年）、内務省に入り宮城県属となる。
以後、宮城県亘理郡長、佐賀県・岩手県・長野県の各理事官、岐阜県書記官、熊本県書記官・学務部長、鹿児島県書記官・警察部長、同内務部長、大分県書記官・内務部長、北海道庁部長・土木部長などを歴任。
1933年（昭和8年）7月21日、福島県知事に就任。1934年（昭和9年）10月26日、福島県知事を退任し、福岡県知事に転任した。1937年（昭和12年）11月、同県知事を辞し退官した。その後、東京市教育局長を経て、1939年（昭和14年）1月から1946年（昭和21年）5月まで福岡市長を務めた。その後、公職追放となった。墓所は多磨霊園。